# Simoun (serie animata)
Simoun (シムーン?, Shimūn) è un progetto mediatico giapponese che comprende un anime, due manga ed un romanzo, oltre a differenti drama-cd ed un videogioco per PlayStation 2.
L'anime comprende 26 episodi, mentre per quanto riguarda i manga, il titolo principale è tuttora pubblicato sulla rivista Comic Yuri Hime, mentre la seconda edizione, caratterizzata da toni più seri e drammatici, è pubblicata sulla rivista giapponese Megami Magazine.
Va comunque sottolineato che sebbene anime e manga presentino gli stessi personaggi e lo stesso background, le loro trame sono differenti. Per concludere, del progetto esiste anche un romanzo in due volumi che segue più da vicino le vicende dell'anime, ed il videogioco Simoun Shoubi Sensou - Fuuin no Remersion che rientra a tutti gli effetti nel genere dei giochi di ruolo.

## Ambientazione

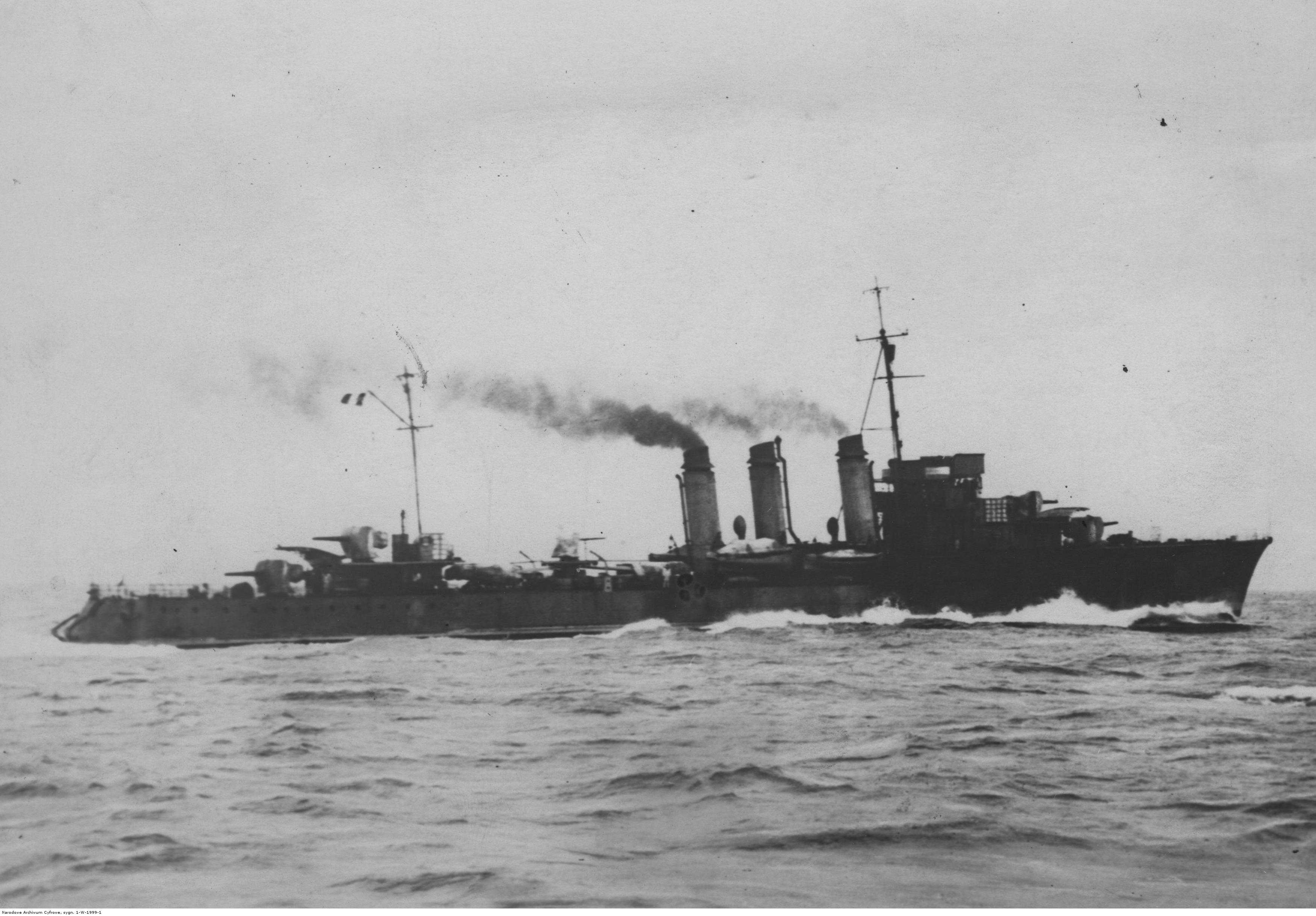
A sinistra Neviril e a destra Amuria

Le vicende narrate in Simoun si svolgono sul pianeta Daikūriku (大空陸?) ("grande landa del cielo" o "lido del paradiso"). Daikūriku è un pianeta simile alla Terra, popolato da umanoidi che assomigliano agli esseri umani, pur essendo differenti. Tali creature, infatti, alla nascita sono tutte donne e crescono come tali fino all'età di 19 anni, quando sono costrette a scegliere il loro futuro sesso.
All'inizio della serie, ci si ritrova catapultati in un'evidente situazione di guerra, fra diversi paesi. Infatti, su Daikūriku una sola delle maggiori potenze in gioco – la Teocrazia conosciuta come Simulacrum (シムラークルム宮国?, Shimurākurumu Kyūkoku) – detiene le antiche conoscenze sulla tecnologia che sta alla base degli "helical motor" (ヘリカル・モートリス?, herikaru mōtorisu), particolari vestigia di un passato ormai morto che consentono di effettuare spostamenti, sia in volo che via terra, in maniera del tutto pulita, priva ovvero di ogni qual forma di inquinamento. Le conoscenze su tale tecnologia sono ovviamente l'oggetto in disputa fra i diversi paesi, anche perché, opportunamente usati, gli helical motors possono rivelarsi delle armi da guerra praticamente invincibili.
È per questo motivo che la nazione industrializzata di Argentum (アルゲントゥム礁国?, Arugentumu Shoukoku) desidera rubare tale tecnologia per poter appagare le proprie mire di potere. Argentum detiene a sua volta una forma di tecnologia – altamente inquinante – che può essere paragonata a quella delle nazioni industriali degli anni venti e trenta della Terra.
La serie prende proprio il via dall'inimicizia fra questi due paesi, che ben presto coinvolge altre forze in gioco, fra cui la vicina nazione di Plumbum Highlands (プルンブム嶺国?, Purunbumu Reikoku), già ostile a Simulacrum a causa delle differenze religiose esistenti fra i due paesi.
Per potersi difendere dalle mire espansionistiche dei nemici, la Teocrazia del Simulacrum ha scelto di usare la tecnologia degli helical motors a sua difesa, sfruttando cioè i Simoun (シムーン?, Shimūn), particolari velivoli a due posti, alimentati grazie ad un helical motor centrale e che possono essere guidati esclusivamente da due giovani sacerdotesse che non abbiano ancora scelto il proprio sesso futuro, dette Sibyllae (シムーン・シヴュラ?, Shimūn Shivyura). I Simoun sono dei veicoli aerei con due postazioni a sedere separate, l'una destinata all'auriga, l'altra destinata al sagitta, rispettivamente pilota e navigatore del velivolo. Al centro del veicolo sono posizionati gli helical motors. La postazione dell'auriga è posizionata verso il basso, mentre la postazione superiore è destinata al sagitta, che si occupa delle armi e degli accessori interni del veicolo. Fra le due postazioni è presente un globo vorticante, una sorta di gemma, che viene utilizzato per programmare le Ri Mājons, particolari coreografie aeree dai devastanti effetti, chiaramente individuabili da una scia verde che ogni Simoun si lascia alle spalle. Vuole la tradizione che i Simoun siano "carri divini", utilizzati dalle sacerdotesse per pregare Dio, disegnando complesse coreografie sui cieli; sono considerati dei veicoli sacri a causa della loro particolare capacità di produrre le Ri Mājons, utilizzate in tempo di guerra. Queste si differenziano l'una dall'altra tanto per la complessità del disegno, quanto per il numero di Simoun coinvolti in tali manovre aeree. Apparentemente, tutte le gemme dei Simoun di un determinato chor (コール?, kōru) sono collegate fra di loro e quando viene effettuata una Ri Mājons che coinvolge più velivoli, la coreografia da riprodurre in cielo compare - identica per tutti - in ogni gemma di tutti i Simoun coinvolti. Ogni coreografia deve essere eseguita alla perfezione perché possa riuscire, infatti, anche l'errore di un solo Simoun può causare il fallimento di tutta la manovra. Questo è anche il motivo per il quale tutte le componenti di un Chor passano molto tempo insieme, alla ricerca del dovuto affiatamento, da sfruttare poi in volo. Infatti, un altro importante requisito perché un Simoun possa volare è rappresentato dall'armonia fra i suoi due piloti.
Oltre ai Simoun, la Teocrazia del Simulacrum possiede anche dei velivoli che possono essere guidati da un solo pilota, spesso usati in sessioni di allenamento ed ovviamente inferiori ai Simoun. Conosciuti come Simile (シミレ・シムーン?, Shimire Shimūn), essi sono evidentemente meno complessi dei Simoun veri e propri e non possono essere usati in battaglia. I Simile non possono disegnare in cielo una Ri Mājons e possono essere guidati da piloti di qualsiasi sesso ed età. Un altro tipo di Simoun sono i Simoun Ancestrali, dei Simoun più antichi rinvenuti dalle forze nemiche; essi sono caratterizzati da un design più grezzo rispetto ai modelli utilizzati nei Chor devoti al Tempus Spatium. Nei Simoun Ancestrali gli helical motors sono posizionati dietro il corpo del velivolo e non al centro, ma, a parte tale differenza, sono in tutto e per tutto simili a quelli moderni, potendo creare Ri Mājons e avendo lo stesso potere distruttivo.
Per concludere, esistono anche delle navi volanti di dimensioni ancora maggiori e che rappresentano delle vere e proprie portaerei per i Simoun. Le maggiori sono conosciute con il nome di Arcus Prima e Arcus Niger, due navi gemelle di immani proporzioni. Nell'anime ne compare anche una terza, conosciuta come Messis, ma di dimensioni minori ed evidentemente non adatta alla guerra, quanto piuttosto al trasporto.
In Simoun esiste un rapporto strettissimo fra la religione e la società. Nella Teocrazia del Simulacrum, il credo è incentrato sulla venerazione di una forza spirituale conosciuta con il nome di Tempus Spatium (テンプスパティウム?, Tenpusupatiumu), rappresentata iconograficamente da un pilastro dotato di ali. Le Sibilla credono che le Ri Mājons siano, in realtà, il linguaggio parlato dalla divinità conosciuta con il nome di Tempus Spatium. Per esse, effettuare una Ri Mājons in cielo equivale all'atto della preghiera, con la quale ottengono la benedizione di Dio che si rivela nel potere devastante della Ri Mājons. Anche la scelta del sesso, che deve avvenire obbligatoriamente all'età di 17 anni, è qualcosa di strettamente legato alla religione, tant'è che ci si riferisce sempre a tale gesto con estremo rispetto, chiamandolo metaforicamente "Spring". Inoltre, con tale termine si riferisce, oltre che al rito di passaggio che segna l'ingresso all'età adulta, anche alle antiche vestigia di un tempio sotterraneo, circondate da un lago interno, dove risiede la Sacra Sacerdotessa conosciuta con il nome di Onashia (オナシア?), colei che presiede all'ingresso nell'età adulta per tutti gli abitanti della Teocrazia del Simulacrum. Suo è infatti il compito di vigilare affinché tale rito sia portato a termine, o di scegliere il sesso futuro per coloro che non hanno ancora preso una decisione indipendente.
Dal momento in cui una Sibylla varca le soglie dell'età adulta, le viene precluso ogni contatto con i Simoun, considerati sacri. Ad esclusione delle sacerdotesse, infatti, solo i tecnici possono sfiorare i Simoun senza incorrere nella collera divina, ed anche così, neanche loro sono comunque in grado di far volare un Simoun, una volta scelto il proprio sesso. Come è facile intuire, tutte le Sybilla dovrebbero avere un'età minore ai 19 anni, ma in realtà non è così. Infatti a causa della guerra e del fatto che solo loro possono pilotare i Simoun, viene loro concessa una deroga da Onashia sull'ingresso all'età adulta, posticipato da molte delle ragazze protagoniste della serie. Esiste un rapporto molto stretto, viscerale, fra l'essere sacerdotesse e volare sui Simoun e quindi, di riflesso, partecipare alle azioni di guerra. In realtà, molte sono le motivazioni personali di ogni Sybilla, sulla permanenza o meno nello stato di sacerdotessa. C'è, infatti, chi continua a vedere nei Simoun uno strumento di pace e di preghiera, come c'è invece chi vede nel Simoun l'unico mezzo per poter posticipare la difficile scelta su quale futuro perseguire.
Al di là comunque dei fattori tecnici e dei risvolti psicologici o etici, ciò che veramente permette ad un Simoun di volare è l'armonia che esiste fra i due piloti, tant'è vero che affinché un Simoun sia attivato è necessario che le due Sybilla si scambino un bacio al di sopra del cuore del veicolo, una sorta di gemma verde, pulsante, dove prendono vita, di volta in volta, i complessi disegni che rappresentano le coreografie che il Simoun disegnerà in cielo. Tale gemma verde è l'arma principale di ogni Simoun, il cuore che permette di produrre un effetto devastante conosciuto come Ri Mājon (リ・マージョン?). Ovvero, nella gemma centrale del veicolo prende vita un disegno, una coreografia, che può coinvolgere un solo veicolo o una squadra di Simoun, che poi le Sybilla devono riprodurre con cura nei cieli. Nel momento in cui tale coreografia viene completata, si libera nel cielo un'onda distruttiva, che viene appunto usata come arma da guerra.
Anche sulla Ri Mājon molte sono le considerazioni da fare. Le Sybilla, infatti, credono che tale coreografia sia un modo per invocare il potere della divinità Tempus Spatium, per creare potenti effetti in terra. Inoltre, va detto che grazie alle gemme dei Simoun si possono produrre diverse, infinite Ri Mājon, la maggior parte delle quali erano già state scoperte e studiate nel passato, ma che nel presente sono ormai perdute. L'apice della perfezione di tali coreografie è rappresentato dalla Ri Mājon di Smeraldo, che si dice garantisca la possibilità di viaggiare nel Tempo e nello Spazio.
Come già anticipato, le coreografie si distinguono in base alla loro complessità e agli effetti che producono. Alcune, le più complesse, hanno bisogno di più Simoun per essere attivate, motivo per il quale le Sibylla sono organizzate in gruppi di dodici elementi, conosciuti come "choirs" (plurale di chor). Ognuno di essi ha poi un nome evocativo, e i più famosi sono il Choir Tempest – il gruppo delle protagoniste di Simoun - il Chor Caput, il Chor Rubor e l'ormai inesistente Chor Dextra.
Ogni choir è guidato da una Sibylla veterana, conosciuta come regina (レギーナ?, regīna). La regina più importante dell'intero Simulacrum è conosciuta con il titolo onorifico di Sibylla Aurea (シヴュラ・アウレア?, Shivyura Aurea) e durante le vicende di Simoun, tale titolo è assunto da Neviril, una delle due protagoniste dell'anime.
Per concludere, esiste anche la figura del Dux (デュクス?, dyukusu), ovvero un'ex Sybilla che ha scelto il suo sesso permanente e che per tale motivo non è più in grado di pilotare un Simoun, ma che facendo parte delle figure religiose della Teocrazia, si occupa della guida e del coordinamento di uno o più choir.
Premesso tale background storico e politico, Simoun narra le vicende di un particolare choir, il Chor Tempest (コール・テンペスト?, Kōru Tenpesuto), conosciuto per essere il gruppo d'élite della Teocrazia del Simulacrum.

## Episodi
| Nº | Giapponese 「Kanji」 - Rōmaji                    | In onda           | In onda |
| Nº | Giapponese 「Kanji」 - Rōmaji                    | Giapponese        |         |
| 1  | 「堕ちた翼」 - Ochita tsubasa                    | 3 aprile 2006     |         |
| 2  | 「青い泉」 - Aoi izumi                           | 10 aprile 2006    |         |
| 3  | 「遠い戦争」 - Tooi sensō                        | 17 aprile 2006    |         |
| 4  | 「近い戦争」 - Chikai sensō                      | 24 aprile 2006    |         |
| 5  | 「白い孤独」 - Shiroi kodoku                     | 1º maggio 2006    |         |
| 6  | 「傷と痛み」 - Kizu to itami                     | 8 maggio 2006     |         |
| 7  | 「公海上空にて」 - Kōkai jōkū ni te              | 15 maggio 2006    |         |
| 8  | 「祈り」 - Inori                                 | 22 maggio 2006    |         |
| 9  | 「審問」 - Shinmon                               | 29 maggio 2006    |         |
| 10 | 「籠の鳥」 - Kago no Tori                        | 5 giugno 2006     |         |
| 11 | 「共同戦線」 - Kyōdō Sensen                      | 12 giugno 2006    |         |
| 12 | 「姉と妹」 - Anee to Imōto                       | 19 giugno 2006    |         |
| 13 | 「理」 - Kotowari                                | 26 giugno 2006    |         |
| 14 | 「冒さざるもの」 - Okasazaru mono                | 3 luglio 2006     |         |
| 15 | 「一人、また一人」 - Hitori, mata hitori         | 10 luglio 2006    |         |
| 16 | 「翠玉のリ・マージョン」 - Suigyoku no Ri Maajon | 17 luglio 2006    |         |
| 17 | 「遺跡」 - Iseki                                 | 24 luglio 2006    |         |
| 18 | 「葬列」 - Sōretsu                               | 31 luglio 2006    |         |
| 19 | 「シヴュラ」 - Shivyura                          | 7 agosto 2006     |         |
| 20 | 「嘆きの詩」 - Nageki no Uta                     | 14 agosto 2006    |         |
| 21 | 「新天地への扉」 - Shin Tenchi e no Tobira       | 21 agosto 2006    |         |
| 22 | 「出撃」 - Shutsugeki                            | 28 agosto 2006    |         |
| 23 | 「永遠の少女」 - Eien no Shōjo                   | 4 settembre 2006  |         |
| 24 | 「選択」 - Sentaku                               | 11 settembre 2006 |         |
| 25 | 「パル」 - Paru                                  | 18 settembre 2006 |         |
| 26 | 「彼女達の肖像」 - Kanojo-tachi no Shōzō         | 25 settembre 2006 |         |